# Szkoła Podstawowa w Wólce Małkowej
Szkoła Podstawowa w Wólce Małkowej – była szkoła o charakterze podstawowym w Wólce Małkowej.
Szkoła 1-klasowa w Wólce Małkowej powstała w 1911 roku. Przydatnym źródłem archiwalnym do poznawania historii szkolnictwa w Galicji są austriackie Szematyzmy Galicji i Lodomerii, które podają wykaz szkół ludowych, wraz z nazwiskami nauczycieli. 
W latach 1911–1912 szkoła była wzmiankowana jako nieczynna. 
W latach 1912–1913 posada nauczycielska była nieobsadzona. 
W latach 1913–1923 nauczycielką była Zofia Peszkowska. 
W 1924 roku nauczycielką była Zofia Olechowska, a szkoła była nadal 1-klasowa o jednej sali lekcyjnej.
W 2009 roku z powodu niżu demograficznego szkoła została zlikwidowana.